# فهرست خدایان دانش

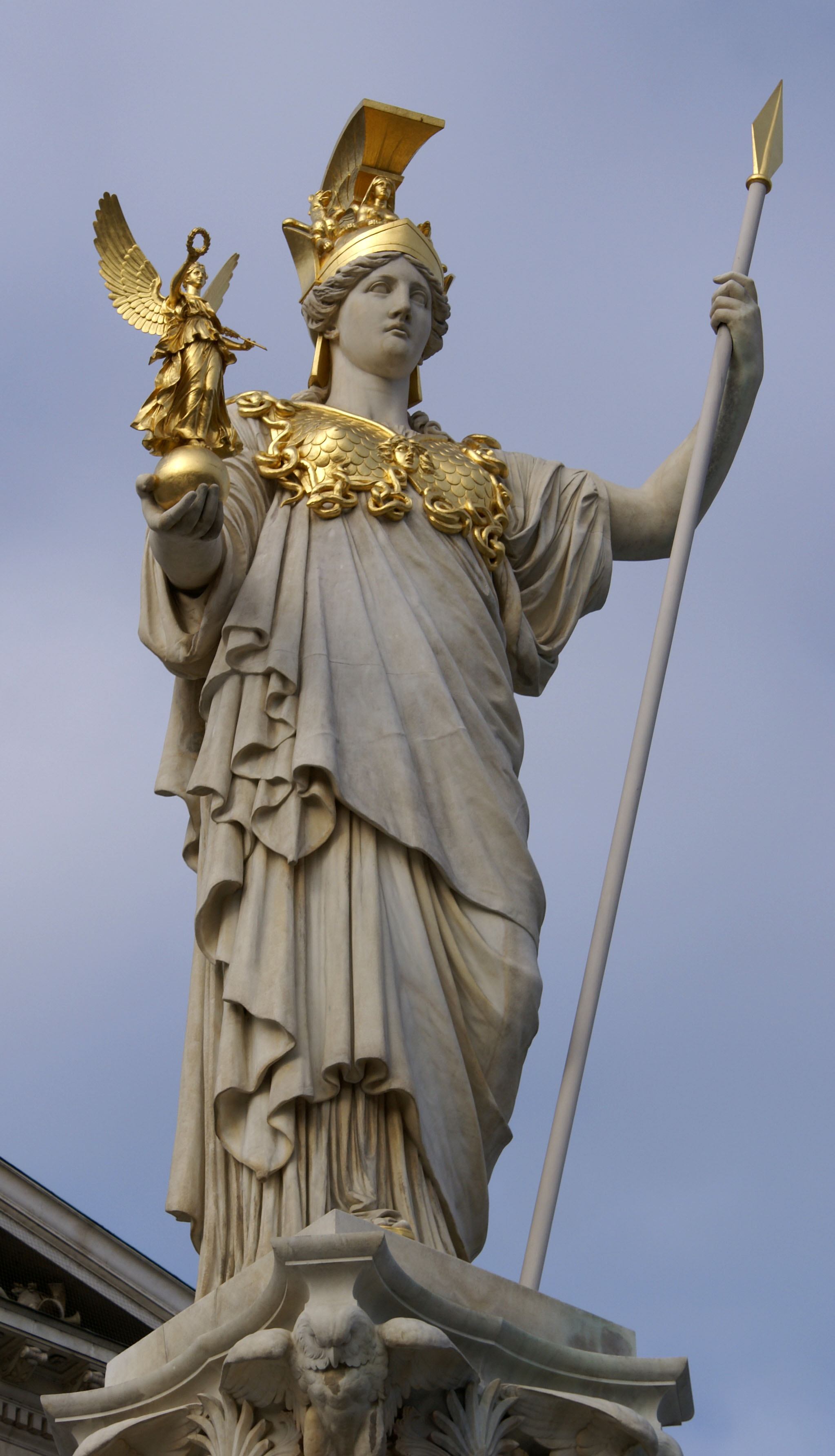
مجسمه آتنا، ایزدبانوی خرد یونانی

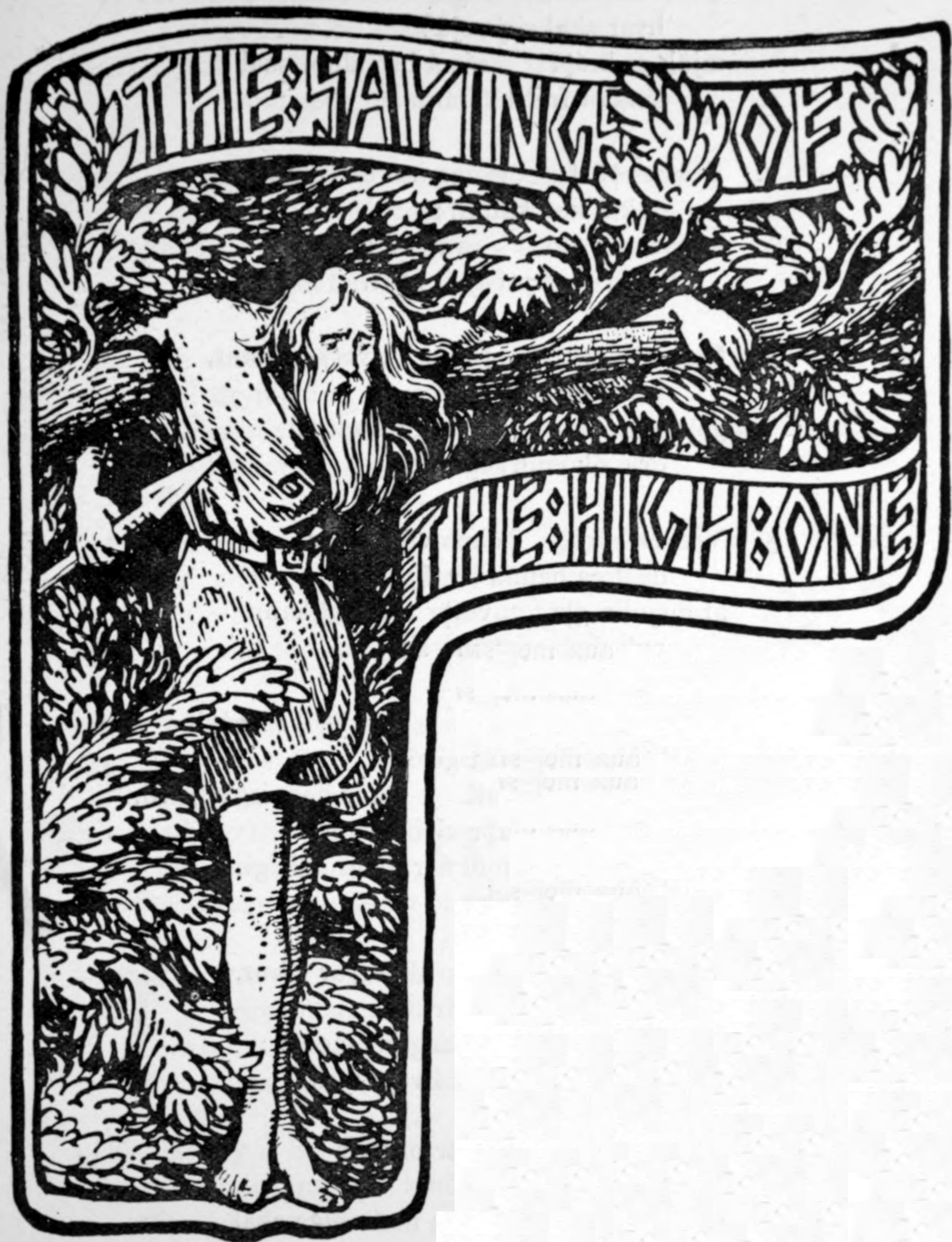
اودین خود را فدا می‌کند تا دانش رون‌ها را به دست آورد.

خدای دانش، خدایی در اساطیر است که با دانش، خرد یا هوش مرتبط است.

## اساطیر مصر باستان
- نیث، ایزدبانو گاهی اوقات با خرد مرتبط است
- توث که در اصل خدای ماه بود، بعداً خدای دانش و خرد و کاتب خدایان شد.[۱]
- سیا، ایزدانگاری خرد
- ایزیس، ایزدبانوی خرد، جادو و پادشاهی. گفته می‌شود که او «باهوش تر از یک میلیون خدا» است.[۲]
- سشات، ایزدبانوی خرد، دانش و نوشتن. کاتب خدایان. به اختراع نوشتن و الفبا نسبت داده شده‌است. بعداً به همسر توث تنزل یافت.

## اساطیر ارمنی
- آناهیت، ایزدبانوی خرد[۳]
- تیر، خدای زبان نوشتاری، تعلیم، بلاغت، خرد و هنرها[۴][۵]

## اساطیر آزتک
- کوئتزالکواتل، خدای بادها، هنر، فرهنگ و خرد، و همچنین خدای حامی یادگیری و دانش[۶]

## اساطیر کارائیب
- پاپا لگبا، لوای گفتار، ارتباط، تفاهم و نگهبان چهارراه

## اساطیر سلتیک
- اوگما، شخصیتی از اساطیر ایرلندی و اسکاتلندی، گفته می‌شود که الفبای اوگام را اختراع کرده‌است.[۷]

## اساطیر چینی
- ونچانگ وانگ، خدای ادبیات و دانش
- کوی زینگ، خدای امتحانات
- ژویو زینگجون، خدای موفقیت‌های امتحانی
- گوان یو، خدای امتحانات نظامی
- لو دانگبین، خدای دانش کیمیاگری درونی دائو
- لائوزی، خدای خرد
- بائو ژنگ، ستاره ادبیات
- منجوشری، بودیساتوای خرد

## اساطیر اتروسکی
- مینروا، ایزدبانوی خرد، جنگ، بافندگی و پزشکی[۸]

## اساطیر یونانی
- آپولو، خدای دانش هنری، موسیقی، آموزش و جوانان
- آتنا، ایزدبانوی عقل، دانش، تمدن، بافندگی و استراتژی جنگی المپ
- کئوس، تیتان ذهن کنجکاو، نام او به معنای «پرسش» یا «پرسش کردن» است. او پدربزرگ آپولو است.
- هرمس، خدای حیله‌گری و فصاحت
- متیس، تیتانی که بیشترین ارتباط را با خرد داشت و مادر آتنا، که نامش در یونان باستان ترکیبی از خرد و حیله را توصیف می‌کرد.
- پیتو، ایزدبانوی متقاعدسازی، بلاغت، اغواگری و گفتار جذاب

## ایزدبانوی اساطیر هندو

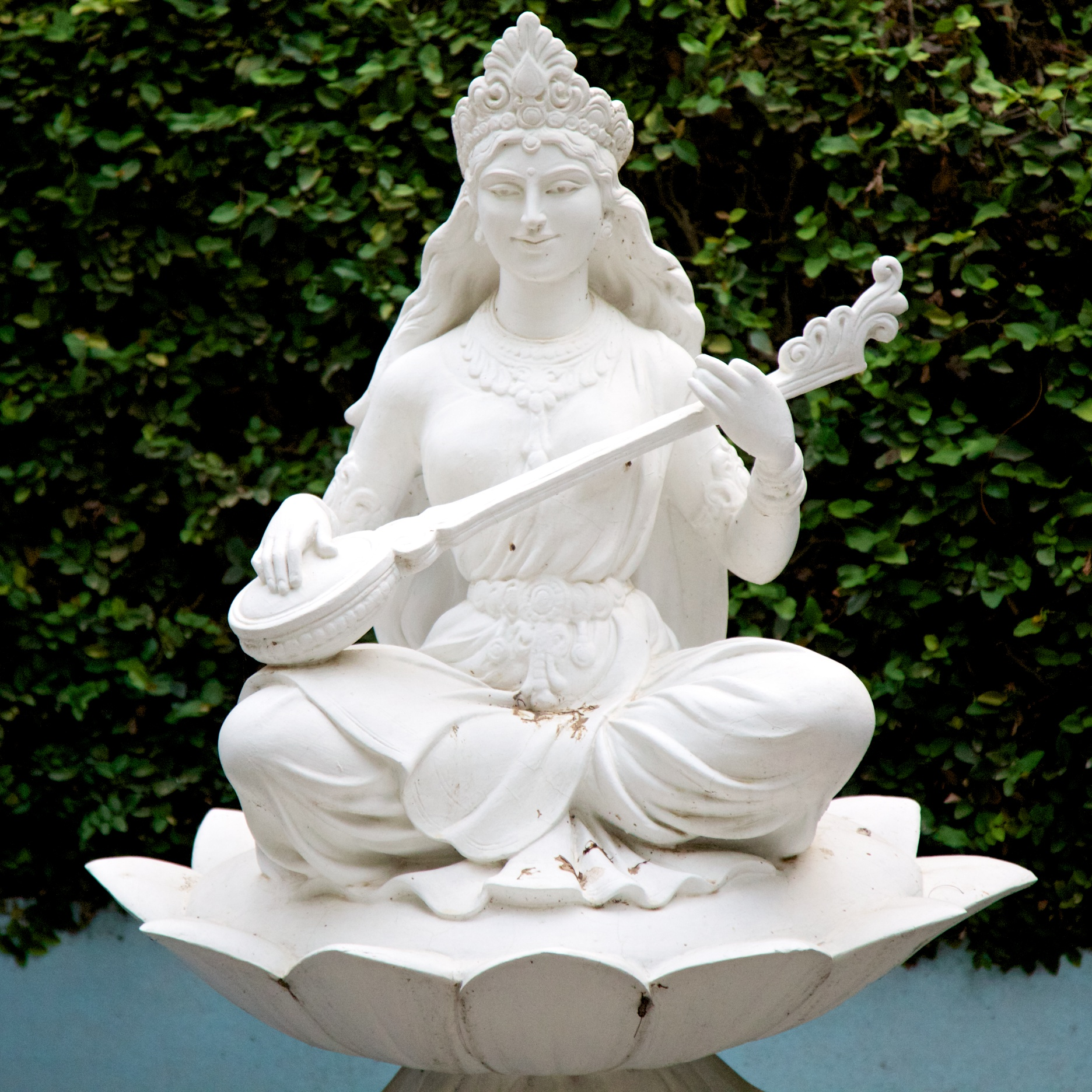
مجسمه ساراسواتی در یک پارک.

- سرسوتی، ایزدبانوی دانش، خلاقیت و گفتار
- گانش، خدای خرد، شانس و آغازهای جدید و حامی هنرها و علوم
- موروگان، خدای جنگ، پیروزی و دانش و حامی فرهنگ تامیژ
- بریهاسپاتی، گورو دیوها، بخشنده دانش و فصاحت
  - یزشکرا، گوروی عاشوراها، بخشنده دانش
- چیتراگوپتا، خدای عدالت و دانش و کاتب خدایان
- داکشینامورتی، جنبه ای از خدای شیوا به عنوان گورو حکیمان و اعطا کننده دانش
- هایاگریوا، خدای دانش و خرد و جنبه ای از ویشنو
- گایاتری، شکل سرسوتی و ایزدبانوی سرودها
- ساویتری، شکل دیگری از ساراسواتی و ایزدبانوی خرد

## اساطیر هیتی
- عاص، خدای خرد
- کامروشپا

## اساطیر ژاپنی
- بنزایتن، شکل ژاپنی سرسوتی، ایزدبانوی هر چیزی که جریان دارد: آب، کلمات، گفتار، فصاحت، موسیقی و در نتیجه دانش[۹]
- فوکوروکوجی، خدای خرد و طول عمر
- کوبیکو، مترسک خدای خرد و کشاورزی
- اومویکان، خدای خرد و هوش شینتو
- تنجین، خدای دانش[۱۰]

## اساطیر خاورمیانه
- الکتبی، خدای دانش و نگارش نبطی
- انکی، خدای سومری هوش، صنایع دستی، شیطنت، آب و آفرینش
- نبو، خدای خرد و نوشتن بابلی
- نینما، ایزدبانوی کوچک بین‌النهرینی که به عنوان کاتب و محقق انلیل شناخته می‌شود.
- نیسابا، ایزدبانوی سومری نوشتن، یادگیری و برداشت[۱۱]

## اساطیر مویسکا
- بوچیکا، پیامبر خدای دانش

## اساطیر لاکوتا
- Hnašká، روح قورباغه لاکوتا از pezuota (پزشکی مقدس)
- Hunúŋpa، لاکوتای خرس روح wóksape (مفهوم لاکوتا از دانش مقدس)، روح کوچکتر دانش
- Iktómi، روح عنکبوت لاکوتا از wóksape و حیله، روح دانش بیشتر
- Kssa، روح دانش Oglala، گاهی اوقات Iktómi را قبل از سلب عنوان او در نظر می‌گرفت
- ماتئو، روح شفا دهنده بدجنس لاکوتا، ماهیگیری را به لاکوتاها آموخت
- Ptesáŋwiŋ/ زن گوساله گاومیش سفید، پیشگوی لاکوتا، که اغلب با وهپ ترکیب می‌شود
- Wiyóhiyaŋpa، روح باد لاکوتا در شرق، بر آغاز و دانش جدید نظارت دارد
- Whapiya/ Wóhpe، روح لاکوتای دانش، آرزوها، رؤیاها، چشم‌اندازها، نبوت و همسر اوکاگا باد جنوب
- Zuzéča، لاکوتا روح مار دانش پنهان و دروغ

## اساطیر نورس
- میمیر، خدای خرد[۱۲]

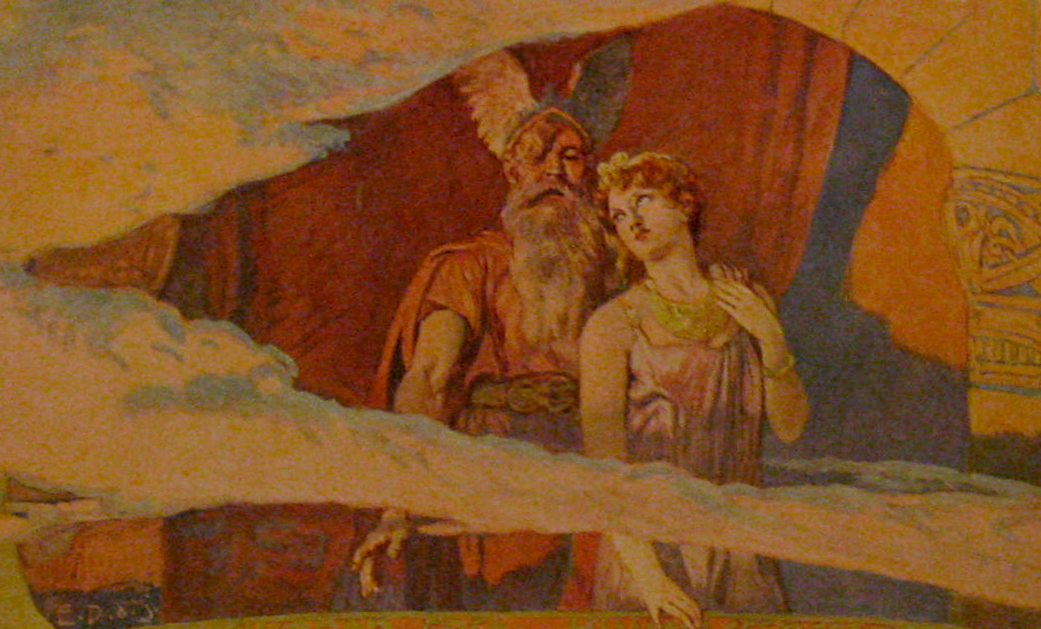
اودین و فریا اثر امیل دوپلر.

- اودین، خدای خرد که با این وجود بی وقفه به جستجوی دانش بیشتر مرتبط با رون‌ها ادامه می‌دهد.[۱۳]
- فریگ، گفته می‌شود که او آینده را می‌داند، اما هرگز نمی‌گوید. سه ایزدبانوی زیر ممکن است اقنوم او باشند.[۱۴]
- گفیون، ایزدبانوی ای که با شخم زدن، پیش آگاهی و باکرگی مرتبط است.[۱۵]
- ساگا، ایزدبانوی خرد
- اسنوترا، ایزدبانوی مرتبط با خرد
- وؤر، ایزدبانوی مرتبط با خرد[۱۶]
- گفته می‌شود که تعداد زیادی از شخصیت‌های فرعی در اساطیر اسکاندیناوی بسیار خردمند هستند، اگرچه اغلب نمونه‌ای از آنها وجود ندارد که این حکمت فرضی را نشان دهد:
  - دورف‌ها، به ویژه آلویس، که نام آنها به معنای «همه دانا» است. ثور او را از ازدواج با دخترش بازمی‌دارد و او را به مسابقهٔ خرد که تمام شب طول می‌کشد، دعوت می‌کند. او با طلوع خورشید به سنگ تبدیل شده‌است.
  - الف‌ها احتمالاً
  - هایمدال
  - کواسیر
  - میمیر
  - تایر
  - اوتگارد-لوکی، اگرچه صراحتاً گفته نشده که خردمند است، اما به دلیل اینکه تنها غولی است که از خدایان باهوش تر است و می‌تواند با جان خود فرار کند، قابل توجه است.
  - Vafthrudnir، یک یوتون خردمند که اودین به دنبال به چالش کشیدن او با یک مسابقه خرد است
  - ونیرها به‌طور کلی

## اساطیر ایرانی
- آناهیتا، ایزدبانوی خرد[۱۷]
- اهورامزدا، ارباب خرد، خدای نور، خیرخواهی، آفرینش و حقیقت[۱۸][۱۹]
- چیستا، ایزدبانوی خرد و دانش، انسان‌ها را به راه راست در زندگی و آخرت هدایت می‌کند. او همچنین ایزدبانوی دین در اساطیر زرتشتی است.[۲۰]

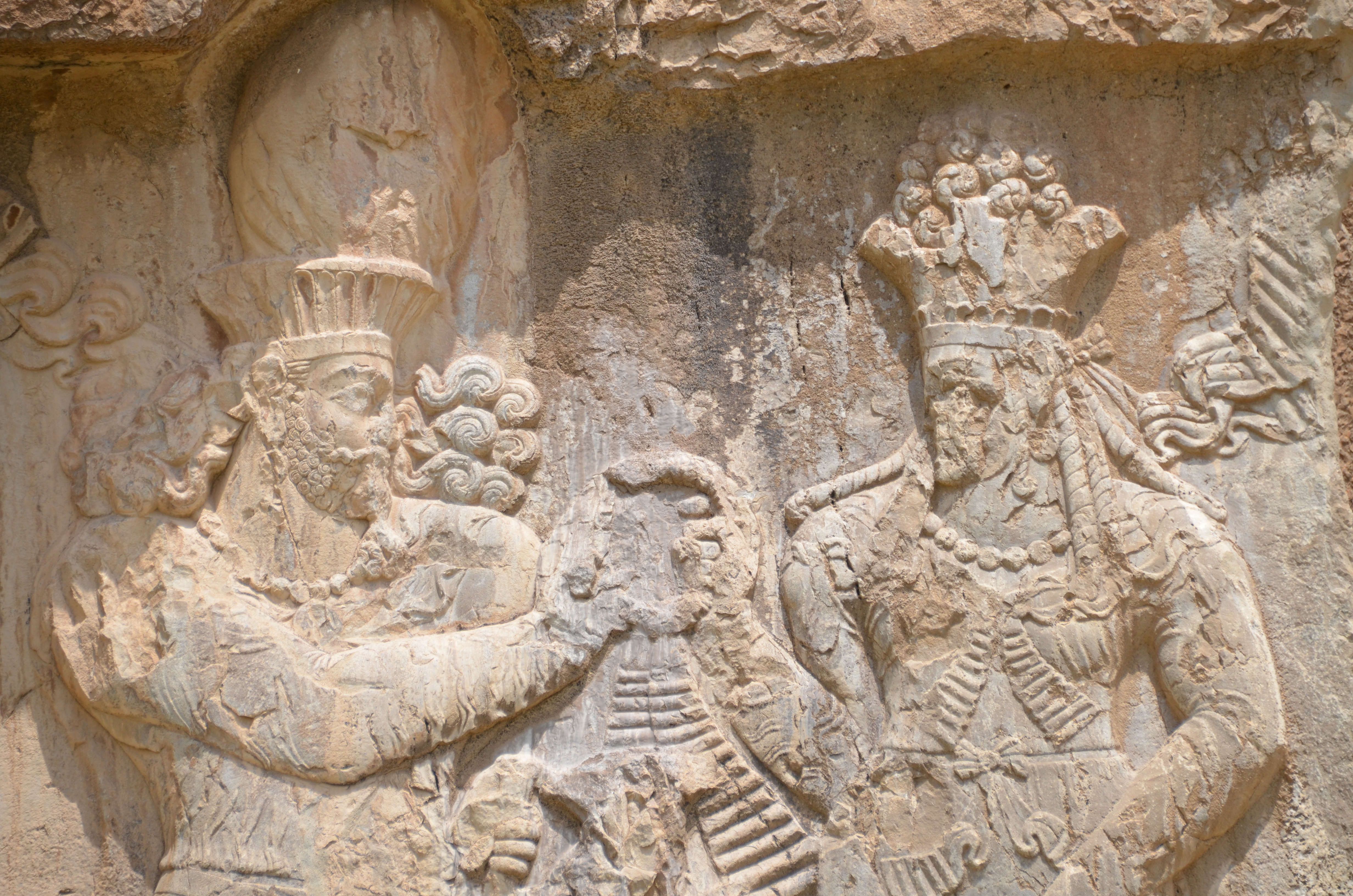
سنگ‌نگاره آناهیتا و نرسی، نقش رستم، در این نقش، پادشاه حلقهٔ نواردار را، که علامت پادشاهی است، از دست آناهیتا می‌ستاند

## اساطیر پلینزی
- آنولاپ، خدای جادو و دانش
- ایجبونگ[۲۱]

## اساطیر رومی
- ایگریا، یک نیمف آب که در ازای نوشیدن آب یا شیر در بیشه مقدس خود حکمت و نبوت می‌دهد.
- فابولینوس، خدایی که به کودکان صحبت کردن را می‌آموزد[۲۲]
- مینروا، ایزدبانوی خرد و صنایع دستی، معادل رومی آتنا
- پروویدنتیا، ایزدبانوی پیش اندیشی[۲۳]
- گفته می‌شود که نپتون، خدای دریا و آب شیرین، تمام دانش آب را دارد.

## اساطیر اسلاوی
- گامایون، نماد دانش و خرد

## اساطیر ترک-مغول
- مرگن، خدای فراوانی و خرد. مرگن نماد هوش و اندیشه است.[۲۴]

## اساطیر غرب آفریقا
- آنانسی، عنکبوت حیله‌گر و روح همه داستان‌ها، که بیشتر از فرهنگ‌های آکان و اشانتی شناخته شده‌است. بر اساس برخی از روایات، خالق خورشید و ماه و ستارگان و معلم کشاورزی انسان است
- اورونمیلا، خدای خرد، دانش و پیشگویی[۲۵]